# York (circonscription provinciale, 1785-1973)
Pour les articles homonymes, voir York.
Ne doit pas être confondu avec York (circonscription fédérale).
York est une des huit circonscriptions électorales provinciales originelles du Nouveau-Brunswick, correspondant au territoire du comté de York. La circonscription a été créée en 1785 et abolie en 1973. Comme il s'agissait d'un scrutin plurinominal majoritaire, trois candidats pouvaient être élus à la même élection.